# Zbigniew Muchliński
Zbigniew Joachim Muchliński (ur. 16 sierpnia 1934 w Nowym Mieście Lubawskim, zm. 7 maja 2017 w Toruniu) – polski działacz państwowy, wicewojewoda toruński i kujawsko-pomorski, starosta nowomiejski.

## Życiorys
Syn Jana i Łucji. W czasie stanu wojennego był internowany. W latach 90. sprawował funkcję wicewojewody toruńskiego z ramienia Unii Wolności. W wyniku przywrócenia powiatów w 1999 na krótki okres objął funkcję starosty nowomiejskiego (1999), następnie pełnił obowiązki wicewojewody kujawsko-pomorskiego.
W 1999 został odznaczony Krzyżem Oficerskim Orderu Odrodzenia Polski „za wybitne zasługi w pracy zawodowej oraz działalności na rzecz społeczności lokalnej”. Pośmiertnie odznaczony w 2019 Krzyżem Wolności i Solidarności.
Zmarł 7 maja 2017 w Toruniu.